# Trentepohlia (Trentepohlia) taylori
Trentepohlia (Trentepohlia) taylori is een tweevleugelige uit de familie steltmuggen (Limoniidae). De soort komt voor in het Australaziatisch gebied.